# Cay Lembcke
Cay Lembcke (Copenaghen, 15 dicembre 1885 – Gentofte, 31 gennaio 1965) è stato un politico danese, cofondatore del movimento dei boys scouts del suo paese nel 1910 e del Partito Nazionalsocialista del Lavoro di Danimarca (DNSAP) nel 1930.
Fu capitano della Guardia degli Ussari danese fino al 1923, anno delle sue dimissioni causate da alcuni dissidi col governo. Nello stesso anno fu allontanato dal movimento degli scouts per via delle sue inclinazioni ideologiche fasciste.
A seguito del successo nazista alle elezioni tedesche del 1930, Lembcke contribuì alla fondazione del Partito Nazionalsocialista del Lavoro di Danimarca, movimento chiaramente ispirato al partito di Adolf Hitler. Nei primi due anni di vita del DNSAP, Lembcke ne fu il leader. Dopo la disfatta alle elezioni generali del novembre 1932, egli fu sostituito da Frits Clausen, destinato a rimanere alla guida del partito fino al 1944.